# Parashara
Parashara (Sanskrit पराशर parāśara m.) war ein vedischer Rishi und Vater von Vyasa. Er gilt als Autor einiger Hymnen des Rig Veda, des Vishnu Purana und der Brihat Parashara Hora Shastra, dem Standardwerk der traditionellen indischen Astrologie Jyotisha.

## Leben und Werk
Gemäß dem Nirukta, einer Schrift des Grammatikers Yaska, war Parashara der Sohn Vasishthas, aber im Mahabharata und Vishnu Purana erscheint er als der Sohn Saktris und Enkel Vasishthas. Es heißt, dass er ein Schüler Kapilas war, einige Hymnen des Rig Veda verfasste und das Vishnu Purana von Pulastya empfing. Er schrieb auch über das Dharmashastra, und Texte von ihm werden oft in Gesetzeswerken zitiert. Während einer kurzen Begegnung mit Satyavati wurde er zum Vater Vyasas.